# NGC 5126
NGC 5126 is een spiraalvormig sterrenstelsel in het sterrenbeeld Centaur. Het hemelobject werd op 6 mei 1834 ontdekt door de Britse astronoom John Herschel.

## Synoniemen
- ESO 444-28
- MCG -5-32-10
- PGC 46910